# Aural Sculpture
Aural Sculpture è un album del 1984 dei The Stranglers.

## Il disco
L'album è stato composto anche con una chitarra acustica e con tromba, trombone e sassofono.
Aural Sculpture si piazzò al #14 nella classifica inglese nel novembre 1984. Dall'album furono estratti 3 singoli: Skin Deep (#15 nella classifica dei singoli), No Mercy (#37) e Let Me Down Easy (#48).

## Tracce
1. Ice Queen
2. Skin Deep
3. Let Me Down Easy
4. No Mercy
5. North Winds
6. Uptown
7. Punch & Judy
8. Spain
9. Laughing
10. Souls
11. Mad Hatter

## Bonus track (CD 2001)
1. Here and There
2. In One Door
3. Head on the Line
4. Achilles Heel
5. Hot Club (Riot Mix)
6. Place de Victoires
7. Vladimir and the Beast (part 3)
8. Vladimir Goes to Havana

## Formazione
- Hugh Cornwell - chitarra, voce
- J.J. Burnel - basso, voce d'accompagnamento
- Jet Black - batteria
- Dave Greenfield - tastiere, voce d'accompagnamento

## Altri musicisti
- Tim Whitehead - sassofono
- Paul Spong - tromba
- Paul Neiman - trombone

## Videogioco
La musicassetta originale dell'album contiene in omaggio Aural Quest, un videogioco di avventura testuale per ZX Spectrum realizzato con The Quill. Nel gioco si impersona il tour manager degli Stranglers impegnato a recuperare i pezzi di un orecchio gigante (oggetto che appare nella copertina dell'album).